# Palica
Palica (en llatí Palica, en grec antic Παλική) era una ciutat de Sicília que va fundar l'any 453 aC el rei sícul Ducetius a la vora del Palicorum Lacus on va traslladar als habitants de Menaenum i altres viles veïnes. Aquesta ciutat va prosperar ràpidament, però va tenir una vida curta, ja que a la mort del rei la ciutat va ser destruïda i ja no es va reconstruir, segons diu Diodor de Sicília.